# Dudley
Dudley è un centro urbano di 79 379 abitanti della contea delle West Midlands, in Inghilterra, sede di un borgo metropolitano.
Nata come città di mercato attorno ad un forte sassone costruito verso l'VIII secolo, fu uno dei centri dove ebbe inizio la rivoluzione industriale grazie alla presenza in zona di numerosi bacini ferrosi e carboniferi.

## Geografia fisica
Dudley sorge nelle West Midlands, nella parte occidentale della conurbazione di Birmingham. È situata a 13 km ad ovest di Birmingham e a 8,9 km a sud-est di Wolverhampton.

## Storia

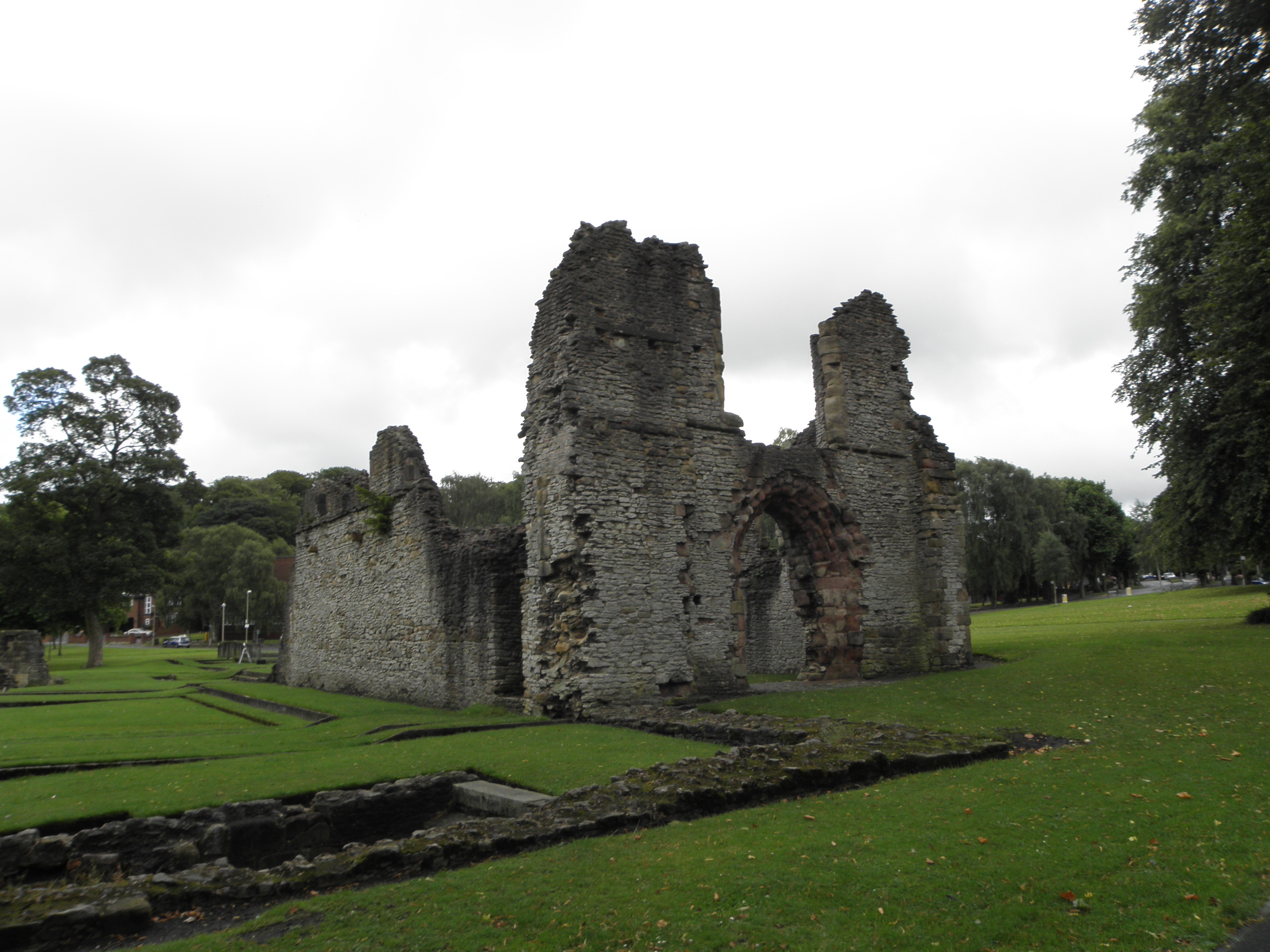
Rovine del monastero di Dudley

Le origini di Dudley sono sassoni come suggerisce il nome stesso che deriva da "Dudda". Il castello venne edificato nell'XI secolo ed è menzionato nel Domesday Book. Il presente castello risale al XIII secolo. Nel 1160 venne istituito il monastero di St James che fu chiuso da Enrico VIII in seguito alla dissoluzione dei monasteri.
Con l'inizio della rivoluzione industriale Dudley divenne una delle località da cui partì il cambiamento economico che in quegli anni stava trasformando l'Inghilterra. Grazie infatti alla presenza nei dintorni di grandi bacini di carbone e di ferro furono aperte diverse miniere e , di conseguenza, s'installarono nella cittadina di numerose industrie (metallurgia, fonderie di bronzo, vetrerie, mattonaie, ecc. Nei dintorni vi sono, oltre le miniere di ferro e di carbone, anche cave di pietra). L'impetuoso sviluppo che interessò la località, iniziato fra il XVIII ed il XIX secolo, ebbe tra le sue conseguenze il vertiginoso aumento demografico cittadino. In quel periodo le condizioni di vita erano estremamente dure, tanto che Dudley fu definita "il luogo più malsano del Paese", il che portò all'installazione di forniture di acqua potabile e di fognature e, successivamente, a uno sviluppo su larga scala dell'edilizia popolare all'inizio del XX secolo, per ospitare gli occupanti di alloggi locali al di sotto degli standard.
Nel 1712 la macchina a vapore di Thomas Newcomen venne installata nelle miniere di carbone di Conygree poco distanti dal centro cittadino.
Dudley fu bombardata più volte nel corso della seconda guerra mondiale.

## Monumenti e luoghi d'interesse

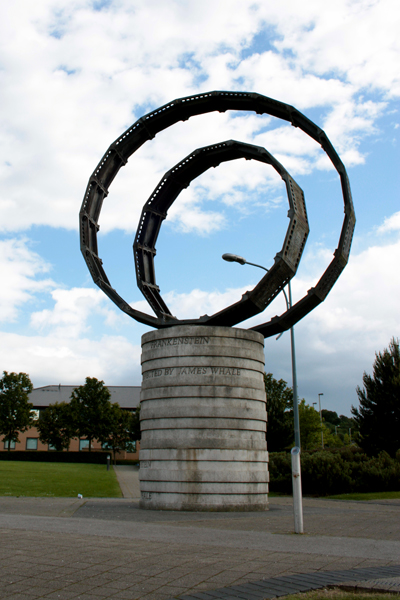
Scultura alla memoria di James Whale

- Castello di Dudley
- Zoo di Dudley
- Black Country Living Museum
- Scultura alla memoria di James WhaleStatua a James Whale